# Кочет

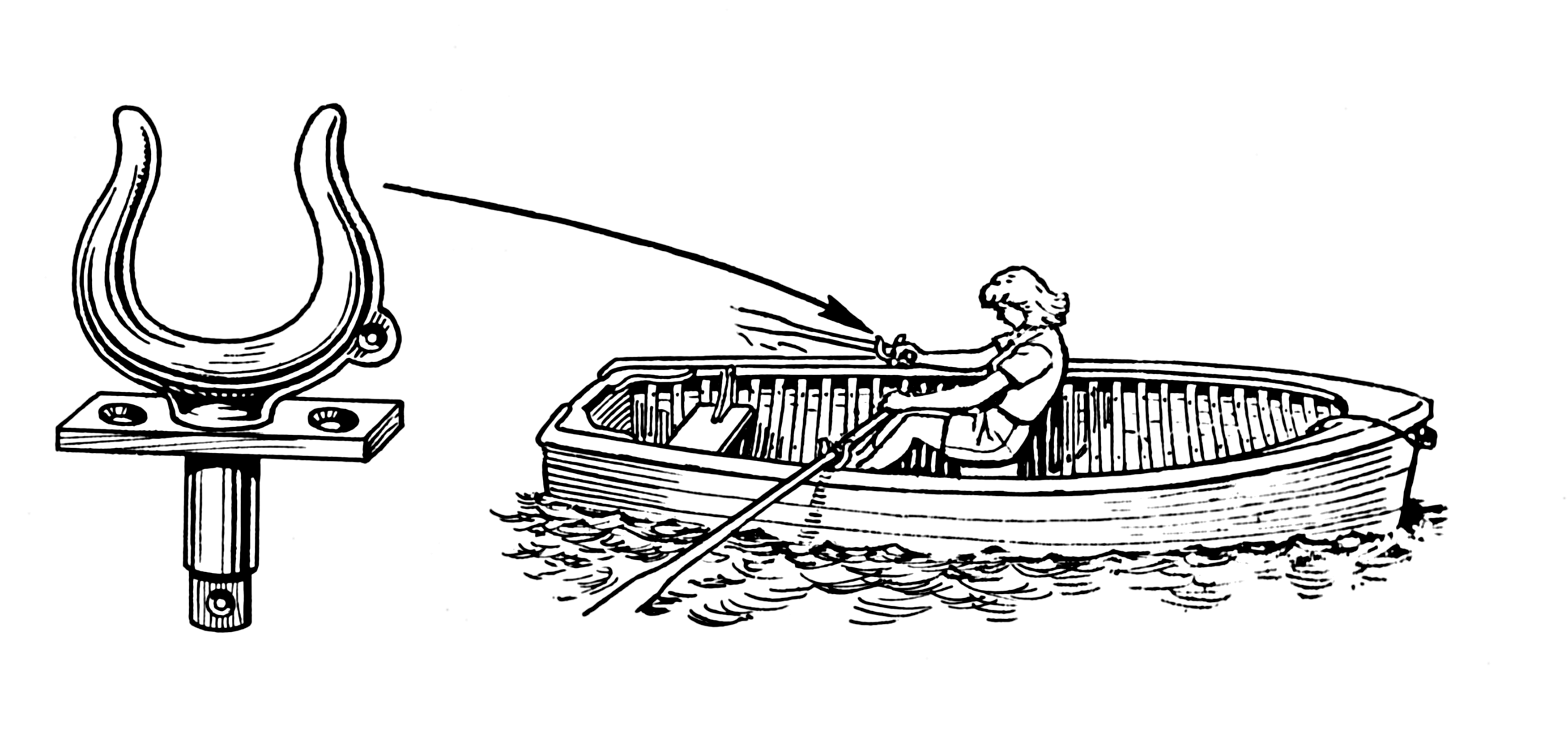
Кочет Y-подібного типу.

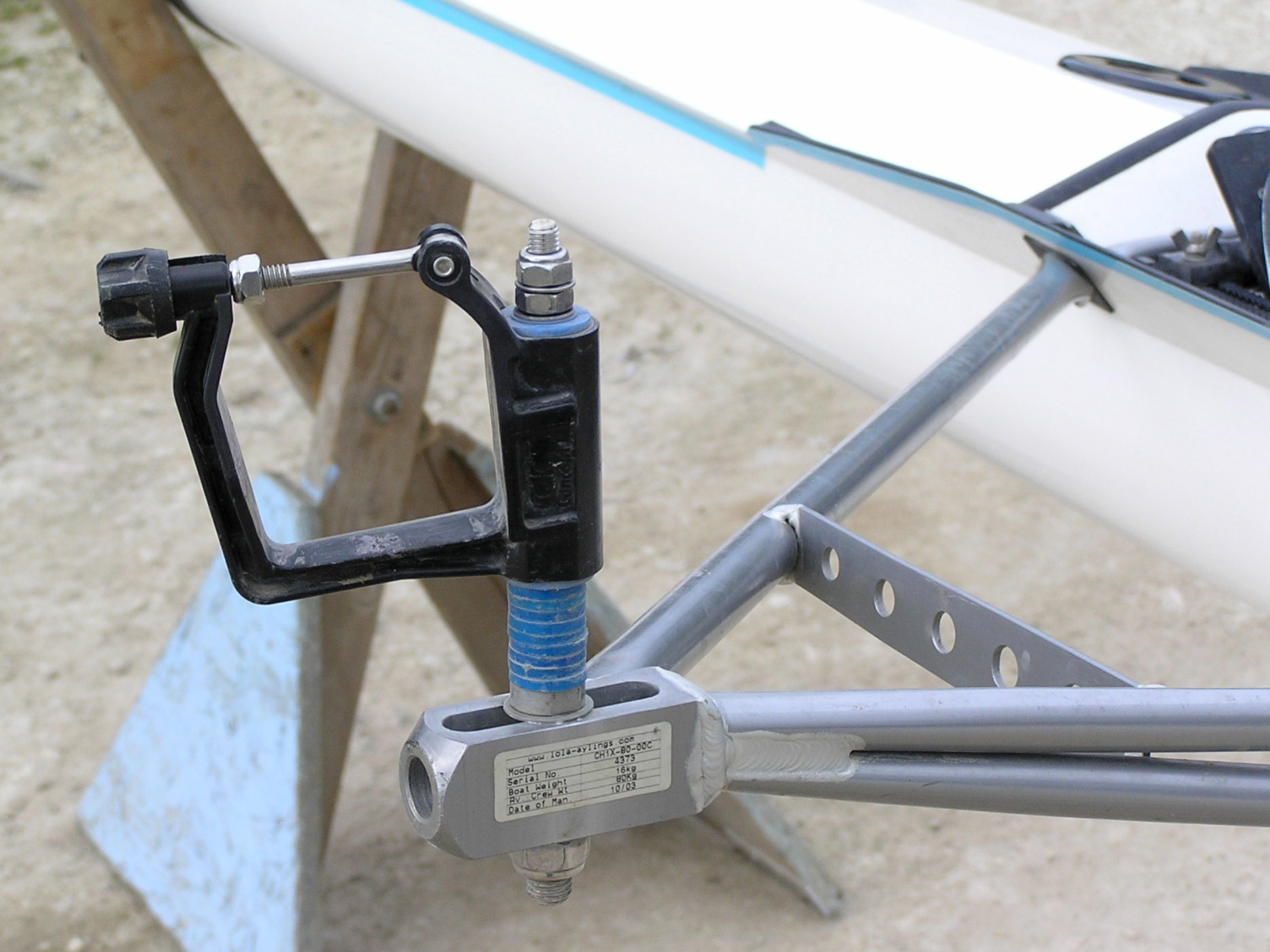
Кочет із пружинним замком на виносному кронштейні для спортивного веслування

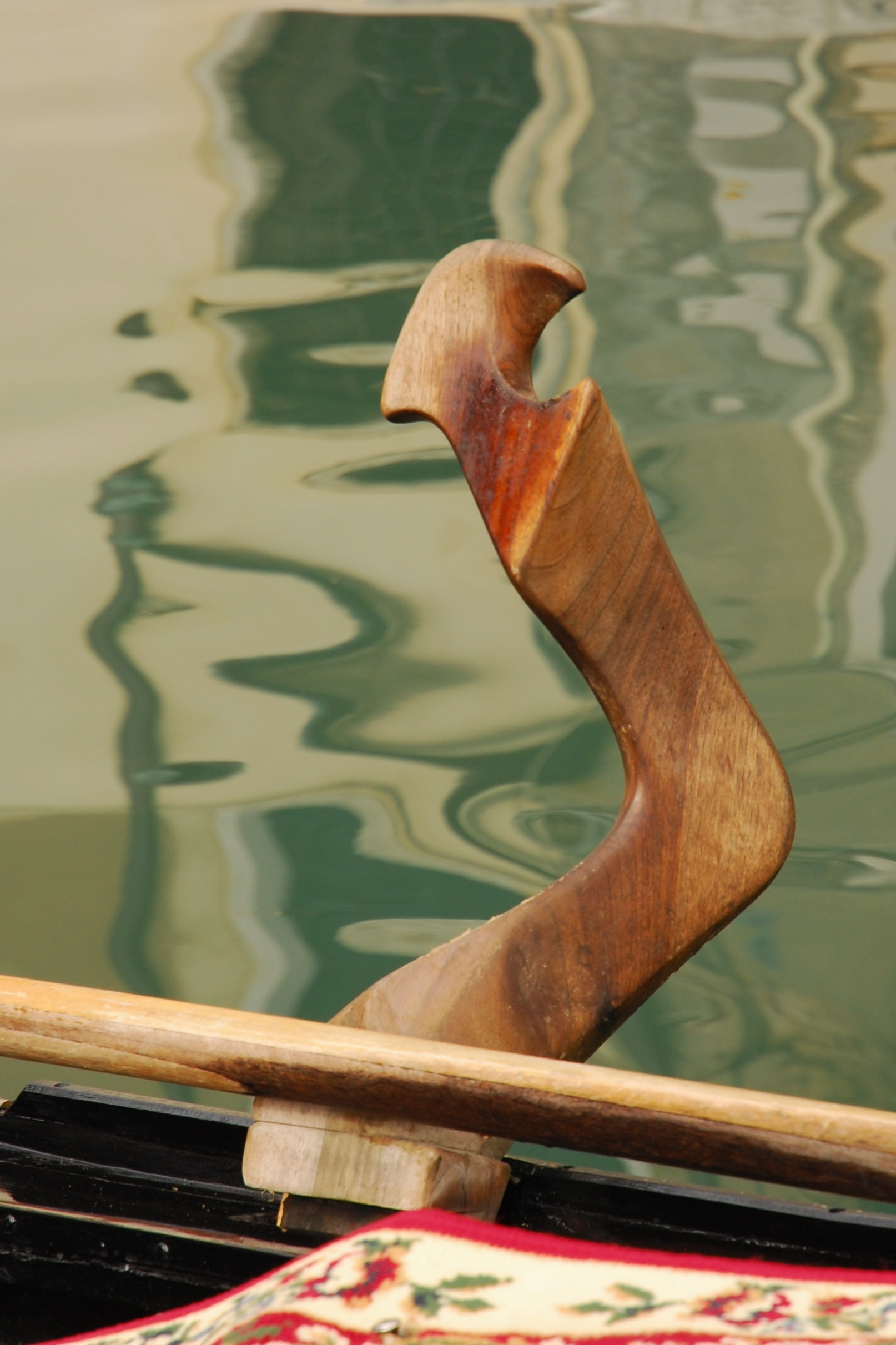
Кочет венеційської гондоли (forcola)

Ко́чет (від прасл. *kočetъ — «півень») — елемент гребного судна, пристосування для прикріплення весла. Як правило, встановлюється на планширі судна (човна) або на виносному кронштейні.
Існують кілька типів кочетів: два вертикальні штирі, між якими поміщається веретено весла, один штир зі шкіряним ремінцем чи мотузяною петлею, металеве кільце, Y- чи U-подібна форма. Кочет може виконуватися як з дерева, так і з металу, останнім часом поширені кочети зі сплавів, стійких до корозії.

## Інше
Кочет — дерев'яний кілок, штир, закріплений на гряділі колісного плуга, який вставляється в кільце-каблучку колішні (передка), забезпечуючи їх рухоме з'єднання.